# Johnny & Associates
Johnny's Jimusho, japansk idolagentur bildad av Johnny Kitagawa på 1960-talet. Agenturen har idag flera av Japans mest populära idoler i sitt stall[källa behövs] och är ett av landets mest inkomstbringande företag. Deras artister är både skådespelare, programledare och sångare. Bland de populäraste finns SMAP, Kinki Kids, Arashi, Kanjani-8, V6, Tackey & Tsubasa, News, KAT-TUN och TOKIO.